# Pierre-François Gautiez
Pierre-François Gautiez (1803-1856) est un architecte français. Il fut architecte diocésain en Moselle sous le Second Empire.

## Biographie
Pierre-François Gautiez naît à Metz, en Moselle, en 1803. Attiré par les arts et l'architecture, il suit les cours de l'école des Beaux-Arts de Paris, sous la direction de Huyot. Devenu architecte, il travaille sous la direction d'Émile Boeswillwald. Chargé par intérim des bâtiments du diocèse de Metz, il est officiellement nommé architecte diocésain de Metz en 1853.
En 1853, Eugène Viollet-le-Duc écrit à son sujet qu'il semble parfaitement capable de remplir les fonctions d'architecte diocésain en Moselle et qu'il étudie avec soin la cathédrale de Metz.
Pierre-François Gautiez fut le maître de l'architecte Jean François Racine, dont il devint aussi le beau-frère. Il décéda le 10 août 1856.